# Stanisław Gądek (oficer)
Stanisław Gądek (ur. 31 października 1888 w Krakowie, zm. 27 października 1939 w Putywlu) – polski działacz niepodległościowy i lekarz medycy, radiolog, major lekarz Wojska Polskiego, kawaler Orderu Virtuti Militari.

## Życiorys
Urodził się 31 października 1888 w Krakowie, w rodzinie Jana i Marii z Nowickich. 7 czerwca 1907 złożył maturę z odznaczeniem w c. k. Gimnazjum św. Jacka w Krakowie. W czasie studiów na Wydziale Lekarskim Uniwersytetu Jagiellońskiego należał do grupy lekarzy i studentów organizujących przeszkolenie medyczne w Towarzystwie Gimnastycznym „Sokół”. 25 stycznia 1911 Senat Uniwersytetu Jagiellońskiego udzielił mu nagany za udział w tzw. Zimmermaniadzie. 2 czerwca 1914 otrzymał dyplom doktora wszech nauk lekarskich.
We wrześniu 1914 wstąpił do Legionów Polskich i został przydzielony do 2 Pułku Piechoty na stanowisko lekarza I batalionu. W czasie służby w Legionach Polskich awansował na kolejne stopnie: podporucznika (11 października 1914), porucznika (9 sierpnia 1915) i kapitana (1 listopada 1916). Następnie pełnił funkcję oficera łącznikowego Polskiego Korpusu Posiłkowego w Szczypiornie i Łomży.
W latach 1918–1920 służył w Wojsku Polskim. 6 sierpnia 1920 został zatwierdzony z dniem 1 kwietnia 1920 w stopniu majora lekarza, w Korpusie Lekarskim, w grupie oficerów byłych Legionów Polskich. Pełnił wówczas służbę w Grupie Operacyjnej Jazdy. W latach 1921–1922 był zastępcą kierownika Naczelnego Nadzwyczajnego Komisariatu do Walki z Epidemiami. W 1922 posiadał przydział w rezerwie do Kompanii Zapasowej Sanitarnej Nr 5 w Krakowie, a następnie do 9 Batalionu Sanitarnego w Siedlcach. 8 stycznia 1924 został zatwierdzony w stopniu majora ze starszeństwem z 1 czerwca 1919 i 334. lokatą w korpusie oficerów rezerwy sanitarnych, grupa lekarzy. W 1934, jako oficer rezerwy pozostawał w ewidencji Powiatowej Komendy Uzupełnień Warszawa Miasto III. Posiadał przydział w rezerwie do Kadry Zapasowej 9 Szpitala Okręgowego w Brześć.
W 1936 był dyrektorem Szpitala św. Rocha w Warszawie, ponadto członkiem zarządu Izby Lekarskiej Warszawsko-Białostockiej, członkiem rady Polskiego Komitetu Zwalczania Raka, redaktorem dwutygodnika Nowiny Społeczno-Lekarskie.
Mieszkał przy ul. Rakowieckiej 9, a w 1938 przy ul. Dworskiej 9.
W czasie kampanii wrześniowej dostał się do sowieckiej niewoli. Zmarł 27 października 1939 w Obozie przejściowym NKWD w Putywlu.
7 lipca 1920 ożenił się z Haliną (ur. 1892), tłumaczką języków obcych, z którą miał syna Andrzeja Jana Szczęsnego (1921–2013), lekarza medycyny. Żona 10 września 1943 wyszła z domu i zaginęła.

## Ordery i odznaczenia
- Krzyż Srebrny Orderu Wojskowego Virtuti Militari nr 6990 – 17 maja 1922[21][22][2]
- Krzyż Niepodległości – 7 lipca 1931 „za pracę w dziele odzyskania niepodległości”[23]
- Krzyż Walecznych[6][24]
- Złoty Krzyż Zasługi – 28 marca 1939 „za zasługi na polu pracy społecznej i zawodowej”[25]